# Diamant gorjanegre
El diamant gorjanegre (Poephila cincta) és un ocell de la família dels estríldids (Estrildidae).

## Hàbitat i distribució
Habita el bosc, praderies i matolls prop de l'aigua d'Austràlia, al sud, sud-est i centre de Queensland i l'extrem nord-est de Nova Gal·les del Sud.